# 4926-os mellékút (Magyarország)
A 4926-os mellékút egy bő 15 kilométeres hosszúságú, négy számjegyű mellékút Szabolcs-Szatmár-Bereg vármegye területén; a 41-es főút leveleki szakaszát köti össze Kállósemjén központjával.

## Nyomvonala
Levelek lakott területének északi részén ágazik ki a 41-es főútból, annak a 20+450-es kilométerszelvénye közelében létesült körforgalmú csomópontból, dél felé. Kezdeti szakasza a Táncsics utca nevet viseli, majd nagyjából 350 méter után kiágazik belőle kelet felé a 49 124-es számú mellékút Besenyőd központja irányába; onnan az út a Kossuth Lajos utca nevet viseli. 2,3 kilométer után éri el a belterület déli szélét, és szinte egyből át is lép Magy határai közé; a Nyíregyháza–Vásárosnamény-vasútvonal nyomvonalát, néhány lépéssel arrébb már ott keresztezi, Levelek-Magy megállóhely térségének nyugati széle mellett.
A vasúti keresztezést elhagyva kissé nyugatabbi irányba fordul; a lakott terület szélét 3,3 kilométer után éri el, ahol a Kossuth Lajos utca nevet veszi fel. A belterületen több kisebb-nagyobb irányváltása is van, ennek ellenére a települési nevét megőrzi egészen a belterület délnyugati széléig, amit az ötödik kilométere közelében ér el. Ezután azonban még jó darabon magyi külterületek közt marad: ott keresztezi az M3-as autópályát is, annak 245+350-es kilométerszelvénye táján, 8,2 kilométer megtétele után, majd áthalad a pár házból álló Kauzsaytanya településrészen, és már majdnem 9,7 kilométer megtételén jár túl, amikor átszeli a soron következő település, Kállósemjén határát.
Kállósemjénben először az Újszőlőskert nevű különálló, külterületi jellegű településrész házai között halad el, a korábbiaknál ismét délebbi irányt követve, a 10-11. kilométerei között, majd 11,5 kilométer után elhalad a természetvédelmi oltalom alatt álló Mohos-tó közelében. 12,8 kilométer után kiágazik belőle nyugat felé egy számozatlan bekötőút Forrástanya irányába, ahonnan már laza beépítettségű területek között húzódik; a település északi szélét nagyjából a 14. kilométere táján éri el, a Batthyány utca nevet felvéve. Így is ér véget, a település központjában, beletorkollva a 4911-es útba, annak a 20+850-es kilométerszelvénye közelében.
Teljes hossza, az országos közutak térképes nyilvántartását szolgáló kira.kozut.hu adatbázisa szerint 15,877 kilométer.

## Története
A Kartográfiai Vállalat 1990-ben megjelentetett Magyarország autóatlasza a leveleki szakaszát és magyi szakaszának nagy részét (Kauzsaytanyáig) portalanított, a délebbre eső részét eggyel jobb minőségre utaló jelöléssel, pormentes útként tünteti fel. A Google Utcakép 2021-ben elérhető felvételeiről is megállampítható, hogy Kauzsaytanyánál szemmel láthatóan éles határvonal mentén változott a felvételek készítése idején az útburkolat kiviteli jellege, de lényeges különbséget a kétféle útburkolat minősége között nem lehet megállapítani (megalapozottan még csak feltételezni sem) a kétféle burkolattípus között, a képek alapján

## Települések az út mentén
- Levelek
- Magy
- Kállósemjén